# خط اعتباری
خط اعتباری منبع و بودجه اعطای وام به دولت؛ تجارت و اشخاص حقیقی است که بانک‌ها یا سایر نهادهای مالی اعطا می‌کنند.
خط اعتباری به چندین شکل ممکن است ظاهر گردد مانند؛ محافظت از اضافه برداشت، تقاضای وام، تک منظوره، اعتبار اسنادی وارداتی یا صادراتی، وام مدت دار (میان مدت و بلند مدت)؛ تنزیل برات، خرید اوراق تجاری، اعتبار اسنادی گردان.
خط اعتباری یک منبع کارآمد از وجوه است که می‌تواند به آسانی در اختیار وام گیرندگان قرار بگیرد .(منظور از کارآمدی سرعت، هزینه پایین و سهولت دسترسی است). بهره فقط به پولی تعلق می‌گیرد که برداشت می‌شود. خطوط اعتباری می‌توانند تضمین شده، یا اینکه بدون ضمانت باشند.
خطوط اعتباری اغلب بوسیله بانک‌ها و نهادهای مالی و دیگر موسسات قرض دهنده مجاز به مشتریان خوش‌حساب، برای حل مشکل نقدینگی اعطا می‌شوند. این اعتبار اغلب خط اعتبار شخصی نامیده می‌شود. این اصطلاح به معنی محدودیت اعتباری مشتری نیز مورد استفاده قرار می‌گیرد که حداکثر اعتبار مجاز مشتری است.

## اعتبار نقدی
اعتبار نقدی وام نقدی کوتاه مدت برای یک شرکت است. یک بانک این نوع تأمین وجه را انجام می‌دهد البته بعد از دریافت اوراق بهادار مورد نیاز برای تضمین وام. سابقاً یک تضمین برای بازپرداخت گرفته می‌شد، کسب و کاری که وام را دریافت می‌کند می‌تواند به صورت پیوسته و مداوم مقدار مشخصی را دریافت کند.

## خط اعتباری تک منظوره
اعتبار نسبتاً جدید ناشی از رویه‌های اقتصادی و تأثیر اقتصاد بر افراد است به ویژه مضرات ناشی از شرایط ویژه، وابستگی‌ها ویا عوامل خارجی. وام دهندگان از انواع مختلف، خدمات مشخصی را کشف کرده‌اند تا گروه‌ها را انتخاب کنند. اگرچه اکثر تلاش‌ها ی موفقیت‌آمیز به وسیله موسسات وام دهی مصرف‌کننده (مجاز و غیرمجاز) انجام شده‌است، عموماً خدمات اعتباری تکمیلی توسط حمایت کنندگان سنتی، ممنوع شده‌است. موسسات وام دهی مصرف‌کننده، سرویسهای اعتباری هستند که مبتنی بر یک یا چند معیار از پیش تعیین شده می‌باشند، ممکن است یک وام گیرنده را برای سرویسهای اعتباریشان محدود کنند.

## در سایر کشورها

### هند
در هند بانک‌ها حسابهای اعتبار نقدی رابرای تأمین مالی نیازهای سرمایه در گردش کسب و کارها ارائه می‌دهند (نیاز به خرید مواد اولیه یا دارایی جاری در مقابل ماشین آلات و ساختمان‌ها که دارایی‌های ثابت نامیده می‌شوند) حساب اعتبار نقدی مشابه حساب جاری است (از آن جهت که قابل پرداخت با تقاضا و بوسیله دسته چک است). اما شبیه یک حساب جاری معمولی نیست که گاهی بیش از اعتبار حساب خرج می‌کنند (در این حسابها بیش از اعتبار نمی‌توان خرج کرد). مقدار بیش از اعتبار خرج کردن در حدود محدودیتهای حساب اعتبار نقدی است، که بانک تصویب کرده‌است.
این مصوبه بر مبنای حداکثر نیاز سرمایه در گردش سازمان منهای ودیعه است. سازمان مبلغ ودیعه مورد نظر را از وجوه خود تهیه می‌کند.
عموماً حساب اعتبار نقدی بوسیله دارایی‌های جاری (موجودی کالا) سازمان تضمین می‌شود نوع تعهد می‌تواند به صورت گرو گذاشتن یا در رهن قرار دادن باشد.